# Левенс (кантон)
Леве́нс (фр. Levens) — упразднённый кантон во Франции, находится в регионе Прованс — Альпы — Лазурный Берег, департамент Приморские Альпы. Входил в состав округа Ницца.
Код INSEE кантона — 0612. До марта 2015 года в состав кантона Левенс входило 9 коммун, административный центр располагался в коммуне Левенс.

## Состав кантона
| Коммуна           | Население, чел. (1999) | Почтовый индекс | Код INSEE |
| ----------------- | ---------------------- | --------------- | --------- |
| Аспремон          | 1853                   | 06790           | 06006     |
| Дюраню            | 156                    | 06670           | 06055     |
| Кастанье          | 1359                   | 06670           | 06034     |
| Коломар           | 2876                   | 06670           | 06046     |
| Ла-Рокет-сюр-Вар  | 820                    | 06670           | 06109     |
| Левенс            | 4427                   | 06670           | 06075     |
| Сен-Блез          | 892                    | 06670           | 06117     |
| Сен-Мартен-дю-Вар | 2197                   | 06670           | 06126     |
| Туррет-Леванс     | 4116                   | 06790           | 06147     |

## Население
Население кантона на 2007 год составляло 20 532 человека.
| 1962 | 1968 | 1975 | 1982 | 1990 | 1999   | 2006 | 2007   | 2008 |
| ---- | ---- | ---- | ---- | ---- | ------ | ---- | ------ | ---- |
| —    | —    | —    | —    | —    | 17 969 | —    | 20 532 | —    |

По закону от 17 мая 2013 и декрету от 24 февраля 2014 года количество кантонов в департаменте Приморские Альпы уменьшилось с 52-х до 27-ми. Новое территориальное деление департаментов на кантоны вступило в силу во время выборов 2015 года. После реформы кантон был упразднён. Коммуны переданы в состав вновь созданного кантона Туррет-Леванс (округ Ницца).